# 米拉玛机场
米拉玛机场是服务阿根廷布宜诺斯艾利斯省米拉玛市的机场。机场位于城市西北4（2英里）处。
跑道两端各有一条75（246英尺）的移位阈限道，VDM进近系统 (识别码: MDP) 位于机场东北22.6海里（42）处。